# Bledar Devolli
Bledar Devolli (Argirocastro, 15 gennaio 1978) è un allenatore di calcio ed ex calciatore albanese, di ruolo centrocampista, tecnico del Teuta.

## Carriera

### Nazionale
Ha esordito con la maglia della nazionale albanese nel 2000, in una partita amichevole, ed in totale ha collezionato 2 presenze.

### Allenatore
Dopo il ritiro dal calcio, inizia la sua carriera da allenatore.
L'8 luglio 2014 diventa allenatore del club in cua a giocato da ragazzo, il Luftëtari, per la stagione 2014-15. Dopo il pareggio a reti inviolate contro il Butrinti dell'8 febbraio 2015 che ha lasciato la squadra al penultimo posto nella Prima Divisione albanese, Devolli si è dimette dal suo incarico, la cui decisione è stata condivisa dal consiglio del club.
Il 28 gennaio 2016, diventa il nuovo allenatore del Kamza, squadra della Prima Divisione albanese, abbandando l'incarico il 26 marzo dell'anno successivo.
Il 5 agosto 2017, si unisce al Bylis Ballsh, militante in Kategoria e Parë, con l'obbiettivo di ottenere la promozione nella massima serie.
Si è dimesso il 4 ottobre in seguito al pareggio senza reti contro il Turbina Cërrik.
Nel gennaio 2019 diventa allenatore del Kastrioti, in pericolo di retrocessione.
Dal 2023 è il tecnico del Turbina Cërrik.

## Statistiche

### Cronologia presenze e reti in nazionale
| Cronologia completa delle presenze e delle reti in nazionale ― Albania | Cronologia completa delle presenze e delle reti in nazionale ― Albania | Cronologia completa delle presenze e delle reti in nazionale ― Albania | Cronologia completa delle presenze e delle reti in nazionale ― Albania | Cronologia completa delle presenze e delle reti in nazionale ― Albania | Cronologia completa delle presenze e delle reti in nazionale ― Albania | Cronologia completa delle presenze e delle reti in nazionale ― Albania | Cronologia completa delle presenze e delle reti in nazionale ― Albania |
| Data                                                                   | Città                                                                  | In casa                                                                | Risultato                                                              | Ospiti                                                                 | Competizione                                                           | Reti                                                                   | Note                                                                   |
| ---------------------------------------------------------------------- | ---------------------------------------------------------------------- | ---------------------------------------------------------------------- | ---------------------------------------------------------------------- | ---------------------------------------------------------------------- | ---------------------------------------------------------------------- | ---------------------------------------------------------------------- | ---------------------------------------------------------------------- |
| 6-2-2000                                                               | Tirana                                                                 | Albania                                                                | 3 – 0                                                                  | Andorra                                                                | Amichevole                                                             | -                                                                      | 45’                                                                    |
| Totale                                                                 |                                                                        | Presenze                                                               | 1                                                                      |                                                                        | Reti                                                                   | 0                                                                      |                                                                        |

## Palmarès

### Giocatore
- Coppa d'Albania: 1

Tirana: 2001-2002
- Campionato albanese: 1

Tirana: 2008-2009
- Supercoppa d'Albania: 1

Tirana: 2009